# Europamesterskaberne i amatørboksning 1949
Europamesterskaberne i amatørboksning 1949 blev afviklet den 13. til den 19. juni 1949 i Oslo. Det var ottende gang, der blev afholdt EM for amatørboksere. Turneringen blev arrangeret af den europæiske amatørbokseorganisation EABA. Der deltog 93 boksere fra 16 lande .
Fra Danmark deltog Henning Jensen (bantamvægt), Kjeld Steen (fluevægt), Peter Nielsen (mellemvægt), Herluf Nielsen (sværvægt), Hans Nielsen, (letsværvægt), Leif Madsen (letvægt), Victor Jørgensen (weltervægt). Henning Jensen og Michael Jacob Michaelsen vandt begge sølv, hvorimod det ikke blev til medaljer til de øvrige danske deltagere.

## Medaljevindere
| Event                 | Guld                         | Sølv                            | Bronze                       |
| --------------------- | ---------------------------- | ------------------------------- | ---------------------------- |
| Fluevægt (– 51 kg)    | Janusz Kasperczak Polen      | József Bednai Ungarn            | Hans Schmöller Østrig        |
| Bantamvægt (– 54 kg)  | Giovanni Zuddas Italien      | Henning Jensen Danmark          | Salvator Vangi Frankrig      |
| Fjervægt (– 58 kg)    | Jacques Bataille Frankrig    | Louis van Hoeck Belgium         | David O'Connell Irland       |
| Letvægt (– 62 kg)     | Michael McCullagh Irland     | Mohammed Aimme Frankrig         | Pavle Šovljanski Jugoslavien |
| Weltervægt (– 67 kg)  | Július Torma Tjekkoslovakiet | Victor Jørgensen Danmark        | Guy Toupé Frankrig           |
| Mellemvægt (– 73 kg)  | László Papp Ungarn           | Stig Sjölin Sverige             | Ivano Fontana Italien        |
| Letsværvægt (– 80 kg) | Giacomo di Segni Italien     | Ota Rademacher Tjekkoslovakiet  | Willy Schagen Nederlandene   |
| Sværvægt (+ 80 kg)    | László Bene Ungarn           | Raymond Degl'Innocenti Frankrig | Uber Baccilieri Italien      |

## Medaljefordeling
| Placering | Land            | Guld | Sølv | Bronze | Total |
| --------- | --------------- | ---- | ---- | ------ | ----- |
| 1         | Ungarn          | 2    | 1    | 0      | 3     |
| 2         | Italien         | 2    | 0    | 2      | 4     |
| 3         | Frankrig        | 1    | 2    | 2      | 5     |
| 4         | Tjekkoslovakiet | 1    | 1    | 0      | 2     |
| 5         | Irland          | 1    | 0    | 1      | 2     |
| 6         | Polen           | 1    | 0    | 0      | 1     |
| 7         | Danmark         | 0    | 2    | 0      | 2     |
| 8         | Belgien         | 0    | 1    | 0      | 1     |
| –         | Sverige         | 0    | 1    | 0      | 1     |
| 10        | Østrig          | 0    | 0    | 1      | 1     |
| –         | Nederlandene    | 0    | 0    | 1      | 1     |
| –         | Jugoslavien     | 0    | 0    | 1      | 1     |

## Eksterne links
- 8. Europamesterskab i boksning Arkiveret 2. februar 2012 hos  Wayback Machine (engelsk)